# Silno (rejon kowelski)
Silno (ukr. Си́льне) – wieś na Ukrainie w rejonie kowelskim, w obwodzie wołyńskim. W II Rzeczypospolitej miejscowość wchodziła w skład gminy wiejskiej Zgorany w powiecie lubomelskim województwa wołyńskiego. Południowa część wsi do II wojny światowej nosiła nazwę Nowosiółki, a nieopodal znajdował się chutor Mordasowo.
W okresie międzywojennym funkcjonowała tu szkoła powszechna. Nauczała tu Teodozja Nohalska.
Do 2020 w rejonie lubomelskim.